# Remy de Gourmont

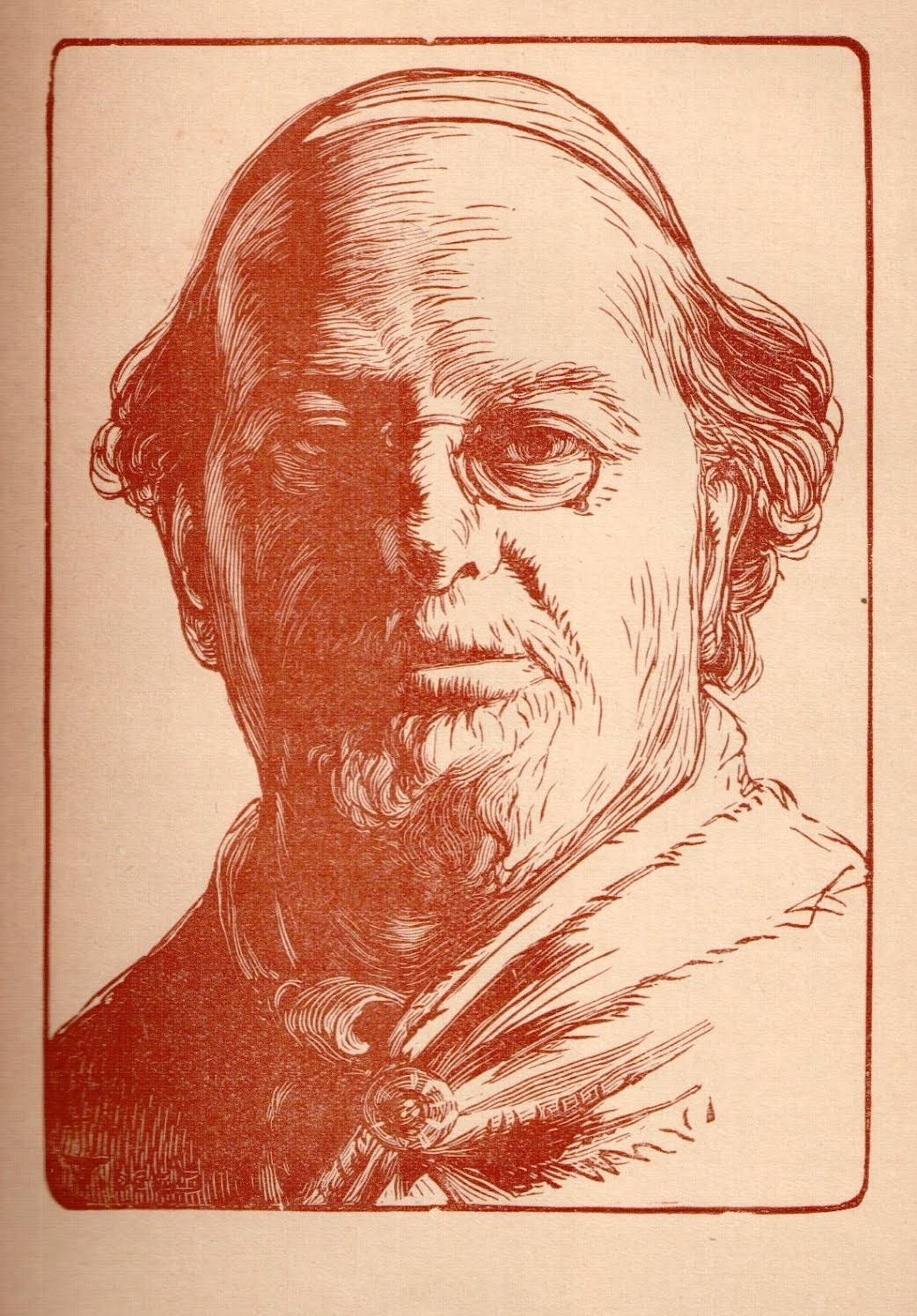
Remy de Gourmont, Schnitt von Pierre-Eugène Vibert

Rémy de Gourmont (* 4. April 1858 in Bazoches-au-Houlme bei Argentan; † 27. September 1915 in Paris) war ein französischer Schriftsteller, Lyriker, Lebensphilosoph sowie Mitbegründer und Mitarbeiter der Zeitschrift Mercure de France.

## Biographie

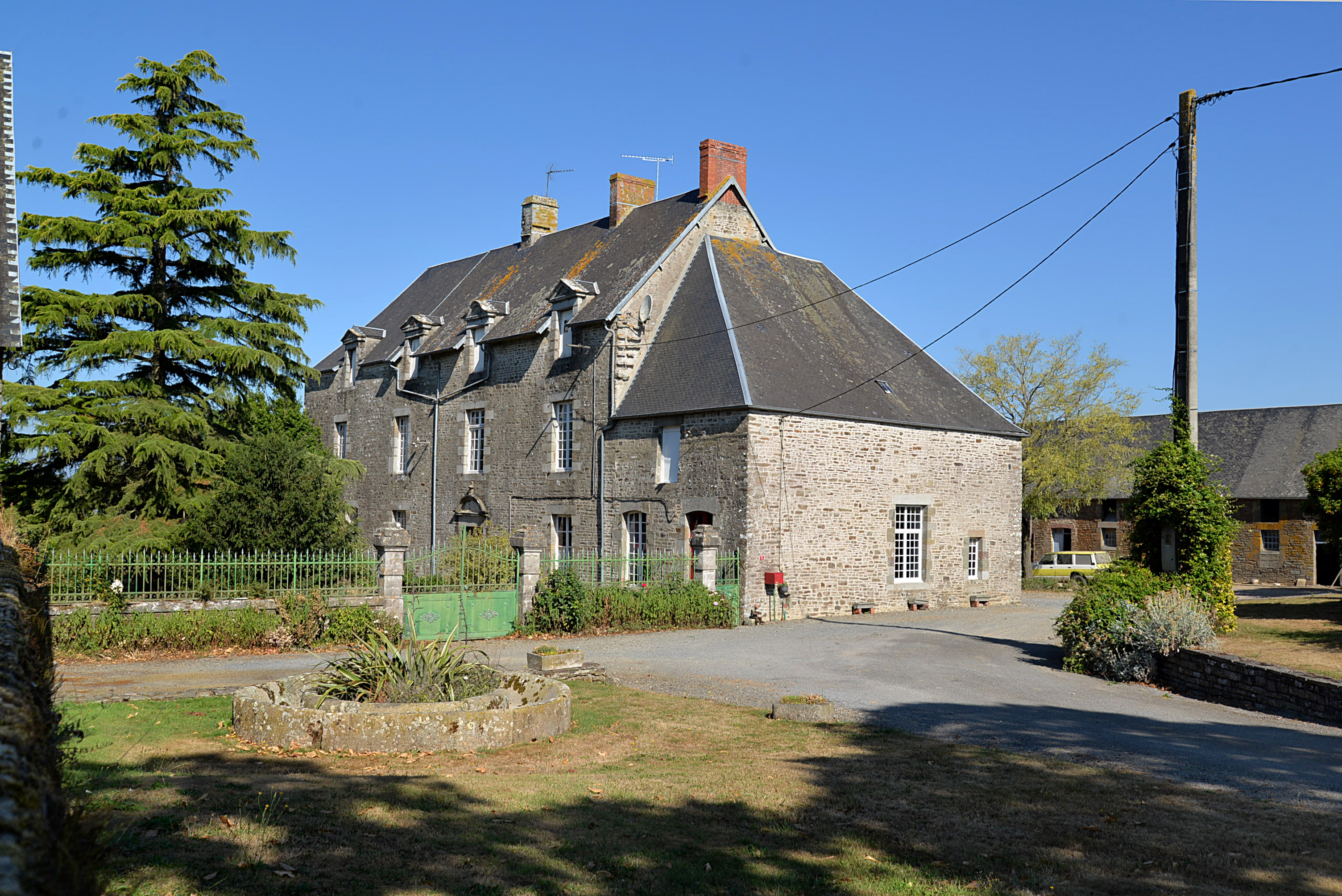
Elternhaus in Le Mesnil-Villeman

Remy de Gourmont war der Sohn des Grafen Auguste-Marie de Gourmont und seiner Ehefrau Mathilde de Gourmont, geb. de Montfort. Seine Schwester Marie wurde 1860 geboren. 1866, nach der Geburt seines Bruders André, bezog die Familie das Herrenhaus von Le Mesnil-Villeman in der Nähe von Villedieu-les-Poêles.
Von 1868 bis 1876 besuchte Gourmont das Internat von Coutances. Nach dem Abitur absolvierte er ein juristisches Studium in Caen, das er im Jahre 1879 mit dem Titel Bachelier en droit beendete. Danach zog Gourmont nach Paris und erhielt im November 1881 eine Anstellung als Attaché in der Nationalbibliothek, die er erst zehn Jahre später wegen der Veröffentlichung eines deutschfreundlichen Artikels („Le joujou patriotisme“) wieder verlor.
Gourmont veröffentlichte Artikel in den französischen Tageszeitungen Le Monde und Le Contemporain und entwickelte sich bald zu einem der einflussreichsten Pariser Intellektuellen. Dabei lag sein Interessenschwerpunkt, inspiriert von Gustave Kahn, in der antiken Literatur. Gourmont unterhielt auch eine literarische Allianz zu Joris-Karl Huysmans und wurde 1889 Mitbegründer des Mercure de France. 
Die späteren Jahre waren von Krankheit und Depressionen geprägt. Gourmont starb am 27. September 1915 an einem Gehirnschlag und wurde auf dem Cimetière du Père-Lachaise bestattet. Den Nachlass erbte seine langjährige Lebensgefährtin Berthe Courrière, die in jungen Jahren ein Model des Bildhauers Auguste Clésinger war. Nach ihrem Tod im Jahre 1916 ging Gourmonts Nachlass an seinen Bruder Jean de Gourmont.

## Position
In seinem ersten Roman Merlette (1886) orientierte sich Remy de Gourmont noch am Realismus, doch schon im zweiten Roman Sixtine (1890) dominierte eine symbolische Sichtweise. Während sich die Kritik und das Publikum  dem Symbolismus gegenüber eher ablehnend verhielt, war Gourmont einer der ersten Anhänger dieser offenen Denkrichtung, die neue Ausdrucksmöglichkeiten schaffen konnte.
Im philosophischen Werk hat Remy de Gourmont die Position eines subjektiven Idealismus eingenommen: Die einzige Realität ist das eigene Ich, in dessen Bewußtheit allein die Dinge als Vorstellungen lebendig werden. Diesen subjektiven Idealismus sucht Gourmont überall: bei Plato und Goethe, bei Schopenhauer und Nietzsche, bei Stendhal, Taine und Villiers de I´Isle Adam.

## Rezeption
Die Werke von Remy de Gourmont wurden in Frankreich nur wenig beachtet. Eine hohe Anerkennung fand der französische Autor jedoch bei Richard Aldington, T.S. Eliot, Thomas Ernest Hulme, Aldous Huxley, Ezra Pound und Oscar Wilde. Hierbei handelt es sich um Autoren, die – im Gegensatz zu Gourmont – in der Anglistik beschrieben werden. 
So entwickelte Wilde, auch unter Bezugnahme auf Remy de Gourmont sowie auf Gustave Flaubert und Marcel Schwob, eine Hinwendung zur Spätantike und zur Dekadenzdichtung. Ezra Pound erwähnte in einem Brief an William Carlos Williams schon 1912 seine Sympathie für Gourmont. Und im Jahr 1921 legte Pound dann seine englische Übersetzung von Physique de l'amour vor.

## Werke (Auswahl)

### Archiv
- Internet-Archiv der Universität Ottawa.

### Prosa
- Merlette. E. Plon, Nourrit & Cie, Paris 1886.
- Sixtine. Roman de la vie cérébrale. Albert Savine, Paris 1890.[8]
- Le II. livre des masques. Les masques au nombre de XXIII. Mit 23 Portraits von Félix Vallotton. Mercure de France, Paris 1898.[9]
- Komödien einer Frau. Ein Roman in Briefen. Aus dem Französischen übersetzt von Anna Sofie Gasteiger. Hyperion-Verlag Hans von Weber, München 1909.
- A Night in the Luxembourg. Mit einem Vorwort und einem Appendix von Arthur Ransome. Stephen Swift, London 1912.
  - Italienische Ausgabe: Una notte al Lussemburgo. Übersetzt von Federigo Tozzi. Cesati, Florenz 2010.
- Lettres à l'Amazone. Für Natalie Clifford Barney. Georges Crès, Paris 1914.

### Philosophie
- Le joujou patriotisme et Documents annexes. Mercure de France, Paris 1891.
- Le Chemin de Velours. Nouvelles dissociations d'idées. Mercure de France, Paris 1902.
- Physique de l'amour. Essai sur l'instinct sexuel. Mercure de France, Paris 1903.
  - Deutsche Ausgabe: Die Physik der Liebe. Ein Essay über den sexuellen Instinkt. Aus dem Französischen übersetzt von Oscar Brettschneider. Hyperion-Verlag Hans von Weber, München 1910.
  - Englische Ausgabe: The Natural Philosophy of Love. Übersetzt und mit einem Nachwort versehen von Ezra Pound. Boni and Liveright, New York 1922.[10]
- Epilogues. Mercure de France, Paris 1903.
- Esthétique de la langue française.  Mercure de France, Paris 1905.
- Promenades Philosophiques. Mercure de France, Paris 1905.
- La Culture des Idées. Mercure de France, Paris 1910.
- Nouveaux Dialogues des Amateurs sur les choses du temps. 1907–1910. Mercure de France, Paris 1910.
- Le latin mystique. Les poètes de l'antiphonaire et la symbolique au moyen âge. Crès, Paris 1922.[11]

### Gedichte
- Litanies de la rose
- Les Saintes du paradis
- Divertissements